# Obsjtina Zlataritsa
Obsjtina Zlataritsa (bulgariska: Община Златарица) är en kommun i Bulgarien.   Den ligger i regionen Veliko Tărnovo, i den centrala delen av landet, 220 km öster om huvudstaden Sofia.
Obsjtina Zlataritsa delas in i:
- Gorsko novo selo
- Rodina

Följande samhällen finns i Obsjtina Zlataritsa:
- Zlataritsa